# Les Nouveaux Barbares
Pour plus de détails, voir Fiche technique et Distribution.
Les Nouveaux Barbares (I nuovi barbari) est un film italo-américain réalisé par Enzo G. Castellari, sorti en 1983.

## Synopsis
En 2019, après la fin de la Troisième Guerre mondiale, les rares rescapés tentent de survivre dans un monde dévasté où le gang des Templars cherche à annihiler toute forme de vie restante.

## Fiche technique
- Titre français : Les Nouveaux Barbares
- Titre original : I nuovi barbari
- Réalisation : Enzo G. Castellari
- Scénario : Tito Carpi & Enzo G. Castellari
- Musique : Claudio Simonetti
- Photographie : Fausto Zuccoli
- Montage : Gianfranco Amicucci et Rita Antonelli
- Décors : Antonio Visone
- Costumes : Mario Giorsi
- Production : Fabrizio De Angelis
- Sociétés de production : Deaf International & Fulvia Film
- Pays :  Italie,  États-Unis
- Langue : Italien
- Format : Couleurs - 2,35:1 - Mono - 35 mm
- Genre : Science-fiction
- Durée : 94 min
- Dates de sortie : 7 avril 1983 (Italie), 9 mai 1984 (France)

## Distribution
- Giancarlo Prete (VF : Bernard Woringer) : Scorpion
- Fred Williamson (VF : Med Hondo) : Nadir
- George Eastman (VF : Marc de Georgi) : One
- Anna Kanakis : Alma
- Ennio Girolami (VF : Michel Bedetti) : Shadow
- Venantino Venantini (VF : Raymond Loyer) : Le père Moses
- Massimo Vanni (VF : Patrick Poivey) : Mako
- Giovanni Frezza (VF : Jackie Berger) : Le jeune mécanicien
- Iris Peynado (VF : Martine Messager) : Vinya
- Andrea Coppola (VF : Maurice Sarfati) : L'ami de Mako